# René Magritte
René François Ghislain Magritte (Lessines, 21 de novembro de 1898 ― Bruxelas, 15 de agosto de 1967) foi um dos principais artistas surrealistas belgas, ao lado de Paul Delvaux.

## Biografia
Magritte nasceu em Lessines, Bélgica, no dia 21 de novembro de 1898, filho caçula de Léopold Magritte. Em 1912, a sua mãe, Régina, cometeu suicídio por afogamento no rio Sambre.
Em 1916, ingressou na Academia Real de Belas-Artes, em Bruxelas, onde estudou por dois anos. Foi durante esse período que conheceu Georgette Berger, com quem se casou em 1922. Trabalhou em uma fábrica de papel de Parede, e foi designer de cartazes e anúncios até 1926, quando um contrato com a Galerie la Centaure, na capital belga, fez da pintura a sua principal atividade. Nesse mesmo ano, Magritte produziu a sua primeira pintura surrealista, Le jockey perdu, tendo a primeira exposição apresentada no ano seguinte.
René Magritte praticava tanto o surrealismo realista, como o realismo mágico. Começou a imitar a vanguarda, mas precisava realmente de uma linguagem mais poética e viu-se influenciado pela pintura metafísica de Giorgio de Chirico.
Magritte tinha espírito travesso, e, em A queda, os seus bizarros homens de chapéu-coco despencam do céu absolutamente serenos, expressando algo da vida como conhecemos. A sua arte, pintada com tal nitidez que parece muitíssimo realista, caracteriza o amor surrealista aos paradoxos visuais: embora as coisas possam dar a impressão de serem normais, existem anomalias por toda a parte: A Queda tem uma estranha exatidão, e o surrealismo atrai justamente porque explora a nossa compreensão oculta da esquisitice terrena.
Mudou-se para Paris em 1927, onde começou a envolver-se nas atividades do grupo surrealista, tornando-se grande amigo dos poetas André Breton e Paul Éluard e do pintor Marcel Duchamp.
Quando a Galerie la Centaure fechou e seu contrato encerrou, Magritte retornou a Bruxelas. Permaneceu na cidade mesmo durante a ocupação alemã, na Segunda Guerra Mundial.
O seu trabalho foi exposto em 1936 na cidade de Nova Iorque, Estados Unidos, e em mais duas exposições retrospectivas nessa mesma cidade, uma no Museu de Arte Moderna, em 1965, e outra no Metropolitan Museum of Art, em 1992.
Magritte morreu de câncer em 1967 e foi enterrado no Cemitério do Schaerbeek.

## Obras e Características
Pintor de imagens insólitas, às quais deu tratamento rigorosamente realista, utilizou-se de processos ilusionistas, sempre à procura do contraste entre o tratamento realista dos objetos e a atmosfera irreal dos conjuntos.
Suas obras são metáforas que se apresentam como representações realistas, através da justaposição de objetos comuns, e símbolos recorrentes em sua obra, tais como o torso feminino, o chapéu coco, o castelo, a rocha e a janela, entre outros mais, porém de um modo impossível de ser encontrado na vida real.
O pintor surrealista René Magritte fazia parte de um movimento artístico denominado surrealismo, o nome diz respeito ao desejo de muitos jovens pintores, em meados da década de 1920, em criar uma realidade por meio das pinturas que transcendessem a própria realidade. Em outras palavras, os artistas criaram um movimento artístico que retratava uma realidade mais real qual eles estavam inseridos. Isso ocorreu porque os artistas da época estavam com um sentimento de que havia algo errado nos pedidos que a academia clássica de pintura fazia para que os artistas pintassem exatamente o que estava sendo visto diante dos seus olhos.
Uma das obras do pintor belga em que é possível perceber a realidade sendo criada é a obra "Tentando o impossível" (óleo sobre tela -1928). Nessa obra, um artista está fazendo a pintura de uma mulher. Sempre parecido com o próprio pintor, ou seja, Magritte. Na obra, o artista pinta no "ar", criando assim, usando um pincel e uma paleta de cores, uma mulher de três dimensões. A criação dessa mulher é totalmente ilusória porque o quadro permanece em dois planos. Essa obra dialoga com o movimento surrealista a qual o artista pertence por se utilizar se uma auto metalinguagem, em que o pintor (Magritte) pinta si próprio retratando uma pintura. Cria, assim, na pintura, uma realidade tão real quanto a própria.
Em outras palavras, ao retratar o que está sendo visto, o artista acaba criando uma própria realidade que é feita baseada nos traços e impressões do artista que está retratando o corpo humano. O pintor, em outras palavras, não está copiando uma realidade e sim criando uma nova, da mesma maneira que acontece com os sonhos dos homens, em que a realidade criada nos sonhos é, por um determinado momento enquanto se sonha, mais real que a própria realidade.
Por conta da onda de obras clássicas que estavam ocorrendo no mundo, os pintores e artistas do século XX precisaram inventar novas formas de fazer arte. Para ter a chance de chamar a atenção da academia e dos críticos, os artistas precisavam ser grandes inventores, tanto da forma quanto do conteúdo, para se distanciar dos pintores e escultores do Renascimento, que o mundo e a academia passaram a admirar e seguir como padrão de arte. Qualquer distanciamento da tradição renascentista que simultaneamente despertasse o interesse dos críticos de arte e atraísse seguidores era ovacionado. O século XX nas artes foi marcada por uma constante experimentação incansável, por parte dos artistas, na forma de pintar visando gerar uma nova arte.

## Imagens

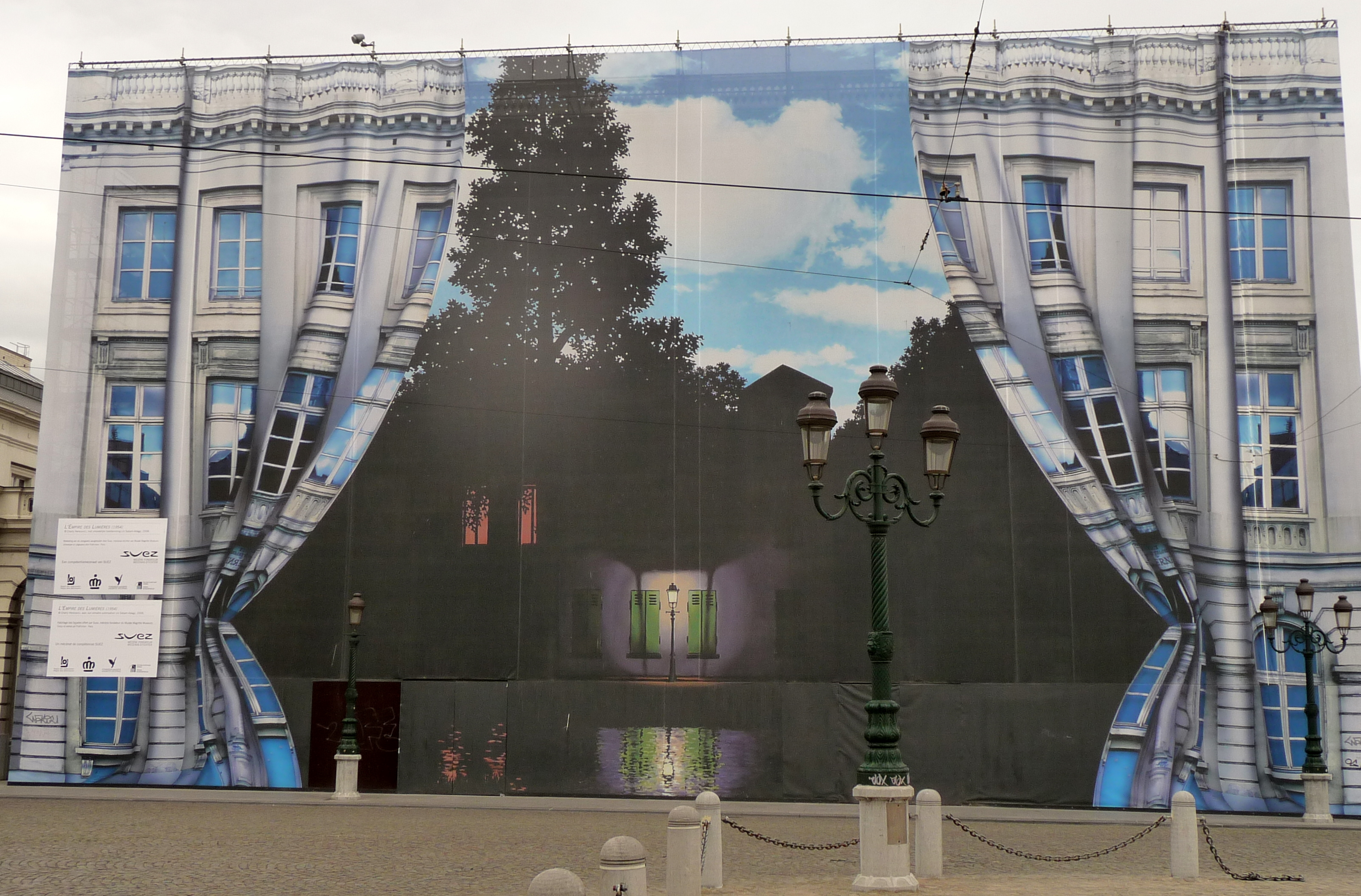
Museu Magritte...
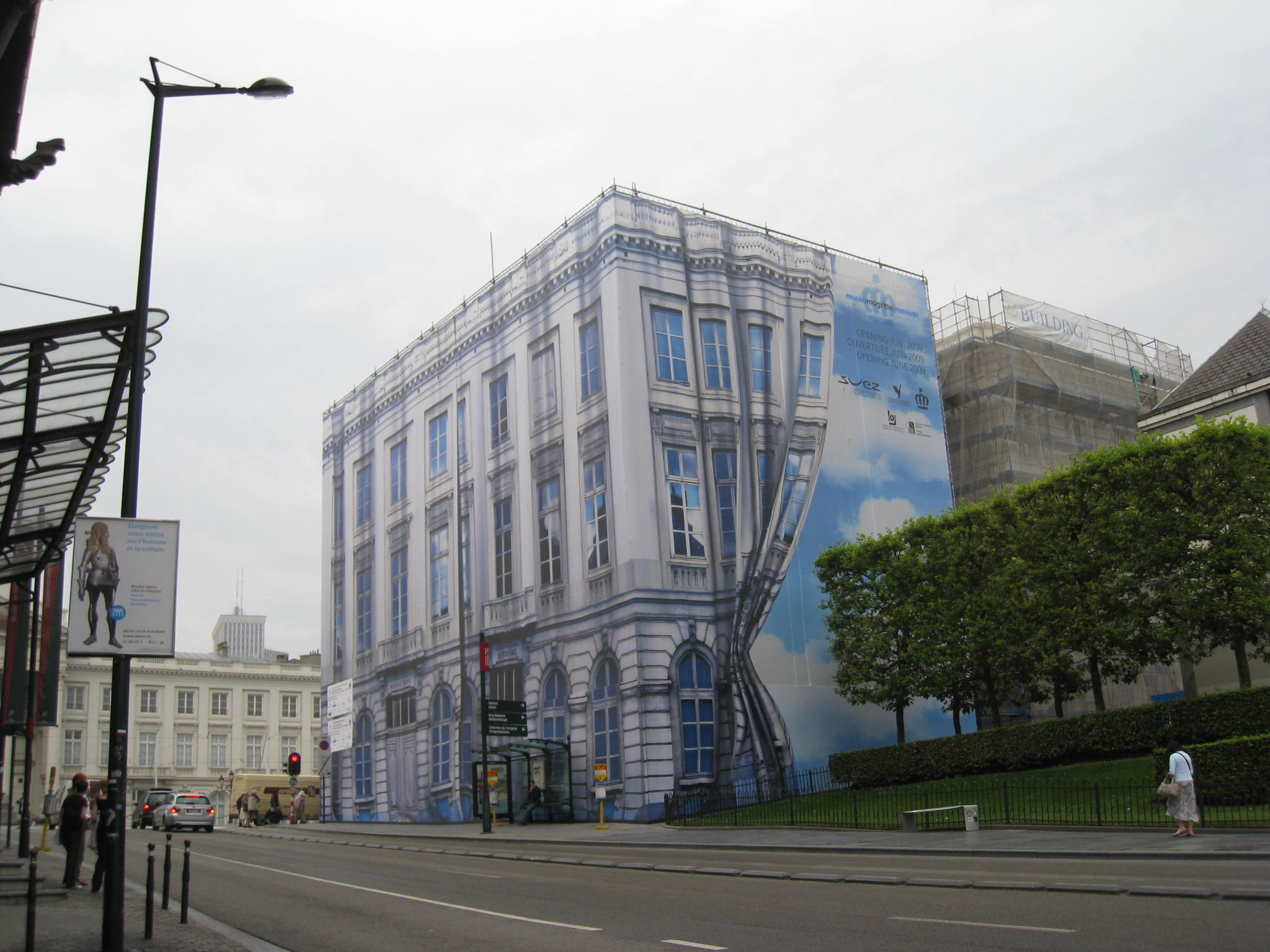
...em Bruxelas.

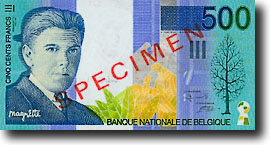
Anverso e verso de uma cédula de...
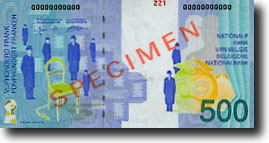
...500 francos belgas.
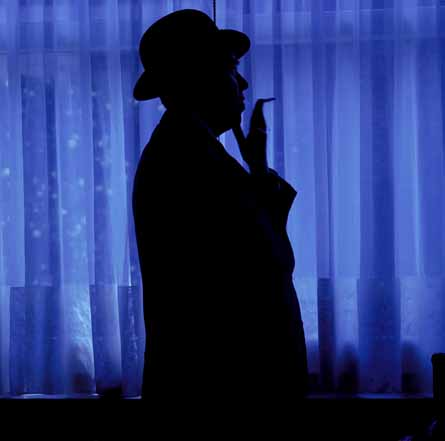
Foto de Magritte por Lothar Wolleh.

## Quadros conhecidos
- La trahison des images
- L'empire des lumières
- Le fils de l'homme
- Ceci n´est pas une pomme

## Leilões
Em 2 de março de 2022, a pintura “L’Empire des Lumieres” (“O Império das Luzes”) foi vendida em leilão da Sotheby’s por 51,5 milhões de libras. A obra, de 1961, retrata uma rua noturna sob um céu azul brilhante.